# Jeon Min-jae
Dans ce nom coréen, le nom de famille, Jeon, précède le nom personnel Min-jae.
Jeon Min-jae, née le 12 juillet 1977, est une athlète handisport sud-coréenne, concourant dans la catégorie T36 pour les athlètes atteints de paralysie cérébrale.

## Carrière
Atteinte d'encéphalite à l'âge de cinq ans, elle perd en parie l'usage de ses membres ainsi que la parole.
Qualifiée pour les Jeux paralympiques d'été de 2008 à Pékin, elle ne remporte cependant aucune médaille.
Aux Championnats du monde d'athlétisme handisport 2013 à Lyon, Jeon Min-jae remporte l'or sur le 200 m T36 et l'argent sur le 100 m T36.
En 2016, lors des Jeux de Rio, elle est médaillée d'argent sur le 200 m T 36 derrière la Chinoise Shi Yiting et devant l'Allemande Claudia Nicoleitzik.